# Отмяга
Отмяга — река в России, протекает в Воскресенском районе Нижегородской области. Устье реки находится в 16 км по левому берегу реки Ижма. Длина реки составляет 18 км, площадь водосборного бассейна 62 км².
Исток реки расположен в лесах западнее деревни и станции Шапша в 37 км к северо-востоку от посёлка Воскресенское. Река течёт на юго-запад и запад по ненаселённому лесу.

## Данные водного реестра
По данным государственного водного реестра России относится к Верхневолжскому бассейновому округу, водохозяйственный участок реки — Ветлуга от города Ветлуга и до устья, речной подбассейн реки — Волга от впадения Оки до Куйбышевского водохранилища (без бассейна Суры). Речной бассейн реки — (Верхняя) Волга до Куйбышевского водохранилища (без бассейна Оки).
По данным геоинформационной системы водохозяйственного районирования территории РФ, подготовленной Федеральным агентством водных ресурсов:
- Код водного объекта в государственном водном реестре — 08010400212110000043526
- Код по гидрологической изученности (ГИ) — 110004352
- Код бассейна — 08.01.04.002
- Номер тома по ГИ — 10
- Выпуск по ГИ — 0